# Міжнародний день голокосту ромів

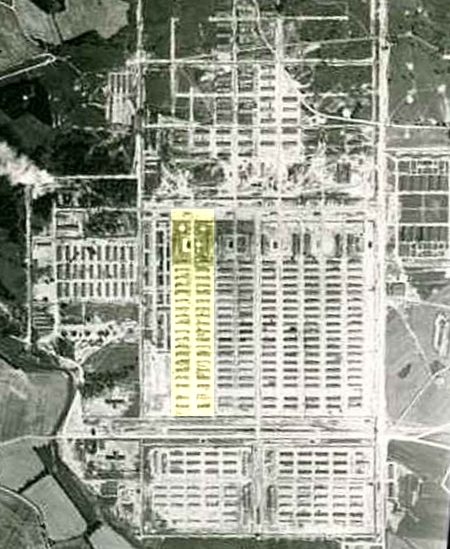
Циганський блок концтабору Аушвіц-Біркенау, у якому перебували ув'язнені роми (аерофотознімок британських ВПС, 1944 р.)

Міжнародний день пам’яті про нацистський геноцид ромів — пам'ятна дата, встановлена Прокламацією Міжнародної ради пам'яті геноциду ромів, яка була ухвалена 23 листопада 1996 р. лідерами ромських організацій 10 країн Європи та Сполучених Штатів Америки на конференції «Геноцид — Пам'ять — Надія», що відбулася в Освенцимі 21 — 23 листопада 1996 р. Відзначається щорічно — 2 серпня.У ніч з 2 на 3 серпня 1944 року у нацистському таборі смерті Аушвіц-Біркенау у газових камерах було знищено 2897 циган. Загалом у цьому таборі з 23 тис. циган, депортованих з 14 країн, загинуло понад 20 тис.
Вважається, що під час геноциду від репресій загинуло від 600 тис. до 1 млн 500 тис. ромів. В процентному відношенні ромська етнічна група найбільше потерпіла від вбивств нацистів. Понад 90 відсотків ромського населення Австрії, Німеччини та Естонії було знищено фашистськими режимами. Під час Другої Світової війни в каральних акціях окупаційного режиму в Україні було знищено порядком 19 — 20 тис. осіб національності рома, проте немає даних про загиблих на примусових роботах, у таборах-гетто, під час рейдів УПА та радянських партизан тощо.
Відповідно до Постанови Верховної Ради України від 8 жовтня 2004 р. № 2085-IV «Про відзначення Міжнародного дня геноциду ромів» Міжнародний день пам’яті про нацистський геноцид ромів в Україні відзначається на державному рівні.
З 2011 р. на державному рівні цей День відзначає також Польща.
Німеччина обмежилась формальним визнанням геноциду ромів у 1982 році після скандального голодування 12 циган у Дахау, котрі вимагали визнання геноциду нацистської Німеччини над ромами. Тодішній канцлер Гельмут Шмідт це підтвердив, визнавши знищення 500 тисяч циган у концентраційних таборах «убивством народу» – через расистські причини. Ще через 15 років ромів у Німеччині було визнано національною меншиною.